# Михайловка (Якутия)
Михайловка(якут. Соморсун) — село в Амгинском улусе Якутии России. Административный центр и единственный населённый пункт Соморсунского наслега. Большинство жителей якуты.
Население 827 чел. (2021) .

## География
Село расположено на юго-востоке Центральной Якутии, по берегу реки Амга. К северо-востоку находится озеро Усун-Кюёль.
Расстояние до улусного центра — села Амга — 59 км.
Уличная сеть состоит из девяти географических объектов: ул. И. П. Борисова, ул. Константинова, ул. Курашова, ул. Лонгинова, ул. М. И. Кутукова, ул. Новая, ул. Пестерева, ул. Победы, ул. Поисеева.

## История
Согласно Закону Республики Саха (Якутия) от 30 ноября 2004 года N 173-З N 353-III село возглавило образованное муниципальное образование Соморсунский наслег.

## Население
| 2002 | 2010 | 2012 | 2013 | 2014 | 2015 | 2016 | 2017 | 2018 | 2019 | 2020 |
| ---- | ---- | ---- | ---- | ---- | ---- | ---- | ---- | ---- | ---- | ---- |
| 878  | ↘859 | ↘842 | ↘817 | ↘813 | ↗821 | ↘817 | ↗829 | ↗832 | ↗835 | ↘827 |
| 2021 |      |      |      |      |      |      |      |      |      |      |
| →827 |      |      |      |      |      |      |      |      |      |      |

Гендерный состав
По данным Всероссийской переписи населения 2010 года в гендерной структуре населения из 859 человек мужчин — 442, женщин — 417 (51,5 и 48,5	% соответственно).
Национальный состав
Согласно результатам переписи 2002 года, в национальной структуре населения якуты составляли 98 % от общей численности населения в 878 чел..

## Инфраструктура
МБОУ «Соморсунская СОШ»
МБДОУ "Детский сад «Чэчир»
Почтовое отделение.

## Транспорт
Автотранспортное сообщение